# Sandra Louw
Pour les articles homonymes, voir Louw.
Sandra Louw, née en 1962, est une karatéka sud-africaine surtout connue pour avoir remporté le titre de championne du monde de karaté en kumite individuel féminin plus de 60 kilos aux championnats du monde de karaté 1994 à Kota Kinabalu, en Malaisie.

## Résultats
| Résultat      | Date          | Épreuve                   | Catégorie | Compétition                | Ville hôte                 |
| ------------- | ------------- | ------------------------- | --------- | -------------------------- | -------------------------- |
| [ 2 ]         | Décembre 1994 | Kumite individuel + 60 kg | Seniors   | Championnats du monde 1994 | Kota Kinabalu, en Malaisie |
| Médaille d'or | Octobre 2003  | Kumite individuel + 60 kg | Seniors   | Jeux africains 2003        | Abuja, au Nigeria          |